# Pardosa adustella
Pardosa adustella là một loài nhện trong họ Lycosidae.
Loài này thuộc chi Pardosa. Pardosa adustella được Carl Friedrich Roewer miêu tả năm 1951.